# Winter-Universiade 1966/Ski Alpin
Bei der Winter-Universiade 1966 wurden acht Wettbewerbe im Ski Alpin ausgetragen.

## Bilanz

### Medaillenspiegel
| Platz  | Land               | Gold | Silber | Bronze | Gesamt |
| ------ | ------------------ | ---- | ------ | ------ | ------ |
| 1      | Frankreich         | 5    | 2      | –      | 7      |
| 2      | Schweiz            | 2    | 2      | 2      | 6      |
| 3      | Polen              | 1    | 1      | 2      | 4      |
| 4      | Vereinigte Staaten | –    | 2      | 1      | 3      |
| 5      | Japan              | –    | 1      | –      | 1      |
| 6      | BR Deutschland     | –    | –      | 1      | 1      |
| 6      | Italien            | –    | –      | 1      | 1      |
| 6      | Österreich         | –    | –      | 1      | 1      |
| Gesamt | Gesamt             | 8    | 8      | 8      | 24     |

### Medaillengewinner
Männer
| Disziplin    | Gold                   | Silber                 | Bronze       |
| ------------ | ---------------------- | ---------------------- | ------------ |
| Slalom       | Andrzej Bachleda-Curuś | Bob Wollek             | Jerzy Wojna  |
| Riesenslalom | Bob Wollek             | Tomii Ajime            | Luigi Pezza  |
| Abfahrt      | Bob Wollek             | Mike Alsop             | Franz Vogler |
| Kombination  | Bob Wollek             | Andrzej Bachleda-Curuś | Jerzy Wojna  |

Frauen
| Disziplin    | Gold            | Silber          | Bronze           |
| ------------ | --------------- | --------------- | ---------------- |
| Slalom       | Annie Famose    | Therese Obrecht | Christl Ditfurth |
| Riesenslalom | Annie Famose    | Therese Obrecht | Jean Saubert     |
| Abfahrt      | Therese Obrecht | Jean Saubert    | Heidi Obrecht    |
| Kombination  | Therese Obrecht | Annie Famose    | Heidi Obrecht    |